# Давид Трезеге
Давид Сержио Трезеге (фр. David Sergio Trezeguet; 15. октобар 1977, Руан) је бивши француски фудбалер. Играо је на позицији нападача. 
Као веома мали се са родитељима сели у Аргентину, где га је 1995. пронашао француски клуб ФК Монако. За Монако је играо до 2000, када је прешао у Јувентус. Са Јувентусом је четири пута био првак италијанске Серије А. 
За француску репрезентацију је наступао 71 пута и постигао 34 гола. На СП 2006. је био једини играч који је промашио пенал у финалу против Италије (Италија је постала првак света, победивши Француску са 5-3 после пенала).

## Биографија
Трезеге је рођен у француском граду Руану. Давид је син некадашњег аргентинског фудбалера Хорхеа Трезегеа, који је син француских имиграната у Аргентини. Рођен је у Француској у време док је његов отац играо фудбал у тој држави, а са две године је преселио у Аргентину, где је и одрастао, а своју прву професионалну утакмицу је одиграо у Аргентини. 
У Француску се вратио као седамнаестогодишњак, када је 1995. потписао уговор са Монаком. Године 1998. је освојио титулу првака света са репрезентацијом Француске, а у финалу Европског првенства у Белгији и Холандији две године касније је постигао златни гол у продужецима за победу против Италије и донео својој репрезентацији и тај наслов.
Играо је, такође, за репрезентацију и на Светским првенствима 2002. и 2006. године, те на Европском првенству 2004. године.
На клупском плану, Трезеге је каријеру започео у аргентинском Платенсеу 1994. године, играо је за Монако од 1995. до 2000. године, а 2001. је постао члан Јувентус. Дана 16. септембра 2006. године, пре утакмице против Виченце, Трезеге је добио посебно клупско признање за 125 постигнутих голова у 207 до тада одиграних утакмица, а након утакмице поред његовог имена је стајао број од 128 постигнутих голова, чиме је постао најбољим стрелцем од свих странаца који су икада обукли дрес Старе даме. 
Он је стрелац и 3000-тог гола у историји Лиге / Купа шампиона, у децембру 2004. године против грчког Олимпијакоса. Трезеге је један од ретких играча из првог тима Јувентуса који је остао у том клубу након што је 2006. године избачен у Серији Б, а упркос интересу бројних великих европских клубова, попут Барселоне и Арсенала у лето 2007. године је потписао нови уговор са Јувентусом.
У том клубу је остао и по повратку у Серију А, све до лета 2010. године, када је након пуних 10 година напустио Јуве и прешао у редове новог шпанског прволигаша Херкулеса. Касније је играо у Аргентини за Ривер Плејт и Њуелс Олд Бојс а последњу сезону је играо у Индији за екипу Пуна сити.

## Успеси

### Клупски
Монако
- Првенство Француске (2): 1996/97, 1999/00.
- Суперкуп Француске (1): 1997.

Јувентус
- Серија А (2): 2001/02, 2002/03.
- Серија Б (1): 2006/07.
- Суперкуп Италије (2): 2002, 2003.

Ривер Плејт
- Примера Б насионал (1): 2011/12.

### Репрезентативни
Француска
- Светско првенство (1): 1998.
- Европско првенство (1): 2000.

### Индивидуални
- Најбољи стрелац Серије А (1): 2001/02.[7]